# أنكسندرداس الثاني
أنكسندرداس (باليونانية: Ἀναξανδρίδας)هو ابن ليون، والملك الخامس عشر لأسبرطة من سلالة أجيداي في فترة بين 560 قبل الميلاد و 525 قبل الميلاد، وأب كليومينس الأول الذي سيخلف الحكم من بعده.

## وصلات خارجية
- أنكسنديرداس الثاني (باللغة الإنجليزية)